# Periplaneta nitida
Periplaneta nitida är en kackerlacksart som först beskrevs av Bolívar 1890.  Periplaneta nitida ingår i släktet Periplaneta och familjen storkackerlackor.
Artens utbredningsområde är Filippinerna. Inga underarter finns listade i Catalogue of Life.